# Saint-Laurent-du-Mottay
Saint-Laurent-du-Mottay é uma pequena vila e antiga comuna francesa localizada no noroeste da França, no distrito de Cholet, no departamento de Maine-et-Loire, na região de Pays de la Loire, tornou-se em 15 de dezembro de 2015, subordinada da nova comuna de Mauges-sur-Loire, sendo fundida às comunas de Beausse, Botz-en-Mauges, Bourgneuf-en-Mauges, La Chapelle-Saint-Florent, Le Marillais, Le Mesnil-en-Vallée, Montjean-sur-Loire, La Pommeraye, Saint-Florent-le-Vieil e Saint-Laurent-de-la-Plainepara a criação da nova comuna de Mauges-sur-Loire. Estendeu-se por uma área de 14,63 km². Em 2010 a comuna tinha 779 habitantes (densidade: 53,2 hab./km²).

## Toponomia
O nome de Saint-Laurent-du-Mottay é derivado de formas mais antigas: Sanctus Laurientus de Moteio por volta de 1041, Ecclesia Sancti Laurentii em 1146 e 1156, Saint Laurent du Motail em 1539, finalmente Saint Laurent du Mottay ou Motay do século XVI ao XVII

## História
A história da formação de Saint-Laurent-du-Mottay tem início ainda alta idade média, com os registros mais antigos assentamentos datando por volta do século X, tendo se desenvolvido ao largo das antigas vias, servindo com ponto de apoio e pouso dos viajantes que as utilizavam. A grande estrada romana da margem esquerda do Loire cortava o extremo norte, indo de Mesnil a Saint Florent, quase paralela à atual estrada departamental. Outro caminho galo-romano que passou pelo Passeio de Saint Florent, com seus belos tijolos romanos na fazenda de Mottay. constituem outros importantes vestígios deste tempo na comuna.
A paróquia de Saint Laurent du Mottay pertencia originalmente ao território da abadia de Saint Florent the Old e era, além disso, a sede da reitoria da Abadia. O Oficial da reitoria mantinha audiências regulares na sede localizada na comuna e era o encarregado da administração dos feudos pertencentes aos monges de Saint Florent, sendo o reitor o Senhor de todas as terras e comunas da paróquia. Além da casa sede e o lagar, a reitoria possuía a fazenda de La Picaudière, os moinhos Deffans, Fromentier e Gabory, bosques, uma bebida do Loire chamada Saint Laurent, uma ilha chamada Provost no Mesnil, o direito de passagem livre para o porto de Ingrandes, o senhorio da Igreja e da paróquia de Mesnil, além da fazenda de Batardière, o moinho da Lagoa e todo o gado. Ainda encontramos parte desta casa de reitor (hoje a Câmara Municipal), incluindo a sala do tribunal, com uma bela lareira na qual, rodeado por medalhões esculpidos, uma cena da Anunciação é representada em relevo, p teto é composto por vinte vigamentos canelados. No centro, uma bela viga é decorada com trinta medalhões representando monstros.
Na época da revolução, o primeiro prefeito foi François Arcendeau (alfaiate) que permaneceu no cargo de 1789 a 1790. Em 17 de fevereiro de 1791, foi ele quem comprou, na época da venda dos bens do clero, as terras do reitor, incluindo a casa sede da reitoria. 
Durante as guerras de Vendée, Saint Laurent du Mottay se envolveu na insurreição católica como a região inteira, mas parece que a cidade foi esquecida em 1794 pelas colunas infernais. Este foi o único no distrito a ser poupado.
Após a Segunda Guerra Mundial, Saint-Laurent-du-Mottay tornou-se uma pacata e pitoresca vila. Uma de suas curiosidades é que o General Charles de Gaulle é seu cidadão honarário, privilégio que compartilha com duas grandes cidades francesas, Paris e Estrasburgo.
Em 15 de dezembro de 2015, Saint-Laurent-du-Mottay foi fundida a outras dez comunas da região, para formar a comuna de Mauges sur Loire.

## Geografia
Localizada na região de Mauges, na província de Anjou. Saint-Laurent-du-Mottay está situada no sudoeste de Mesnil-en-Vallée, nas junção estradas departamentais 250, que ligam a Beausse, e 222, que liga a Botz-en-Mauges. Ao norte, seu território está delimitado pelo Rio Loire, fazendo divisa com o departamento de Loire-Atlantique. As cidades e vilas mais próxima são: Le Mesnil-en-Vallée, a 1.96 km; Beausse, a 3.72 km; Montrelais, a 4.29 km; Saint-Florent-le-Vieil, a 5.21 km; Le Fresne-sur-Loire, a 5.73 km; Ingrandes, a 6.28 km; Botz-en-Mauges, a 6.31 km; e La Pommeraye, a 6.69 km.

## Demografia
Os dados demográficos contemplados neste gráfico, referentes a ex-comuna de Saint-Laurent-du-Mottay Foram colhidos, entre os anos 1800 e 1999, da página francesa EHESS/Cassini, e os demais dados da página INSEE.

## Clima
O clima de Saint-Laurent-du-Mottay é classificado com frio e temperado. Existe significante precipitação, mesmo nos meses mais secos do ano. A média de temperatura anual é de 11.4°C e a precipitação de 703mm. A variação da precipitação, entre os meses mais secos e mais chuvosos, é de 33mm e a máxima variação de temperatura durante o ano é de 14.2°C.
| Dados climatológicos para Saint-Laurent-du-Mottay | Dados climatológicos para Saint-Laurent-du-Mottay | Dados climatológicos para Saint-Laurent-du-Mottay | Dados climatológicos para Saint-Laurent-du-Mottay | Dados climatológicos para Saint-Laurent-du-Mottay | Dados climatológicos para Saint-Laurent-du-Mottay | Dados climatológicos para Saint-Laurent-du-Mottay | Dados climatológicos para Saint-Laurent-du-Mottay | Dados climatológicos para Saint-Laurent-du-Mottay | Dados climatológicos para Saint-Laurent-du-Mottay | Dados climatológicos para Saint-Laurent-du-Mottay | Dados climatológicos para Saint-Laurent-du-Mottay | Dados climatológicos para Saint-Laurent-du-Mottay | Dados climatológicos para Saint-Laurent-du-Mottay |
| Mês                                               | Jan                                               | Fev                                               | Mar                                               | Abr                                               | Mai                                               | Jun                                               | Jul                                               | Ago                                               | Set                                               | Out                                               | Nov                                               | Dez                                               |                                                   |
| ------------------------------------------------- | ------------------------------------------------- | ------------------------------------------------- | ------------------------------------------------- | ------------------------------------------------- | ------------------------------------------------- | ------------------------------------------------- | ------------------------------------------------- | ------------------------------------------------- | ------------------------------------------------- | ------------------------------------------------- | ------------------------------------------------- | ------------------------------------------------- | ------------------------------------------------- |
| Temperatura máxima média (°C)                     | 7,5                                               | 8,6                                               | 12,6                                              | 15,3                                              | 18,7                                              | 22,2                                              | 24,1                                              | 24                                                | 21,2                                              | 16,2                                              | 11,1                                              | 8                                                 |                                                   |
| Temperatura média (°C)                            | 4,5                                               | 5,1                                               | 8,1                                               | 10,4                                              | 13,6                                              | 16,8                                              | 18,7                                              | 18,6                                              | 16,2                                              | 11,9                                              | 7,9                                               | 5,2                                               |                                                   |
| Temperatura mínima média (°C)                     | 1,6                                               | 1,7                                               | 3,7                                               | 5,6                                               | 8,5                                               | 11,5                                              | 13,3                                              | 13,2                                              | 11,3                                              | 7,7                                               | 4,7                                               | 2,4                                               |                                                   |
| Precipitação (mm)                                 | 71                                                | 59                                                | 56                                                | 48                                                | 57                                                | 45                                                | 44                                                | 51                                                | 57                                                | 66                                                | 77                                                | 72                                                |                                                   |
| Fonte: CLIMA-DATA.ORG;                            |                                                   |                                                   |                                                   |                                                   |                                                   |                                                   |                                                   |                                                   |                                                   |                                                   |                                                   |                                                   |                                                   |